# Камбалдаїт
Камбалдаїт — надзвичайно рідкісний мінерал, гідратований карбонат натрію та нікелю, отриманий з матеріалу «шляпи», пов'язаної з родовищем коматіїтових нікелевих руд комбальдитового типу в Західній Австралії.
Камбалдаїт кристалізується в гексагональній сингонії, має колір від світло-зеленого до синього і утворює на поверхні матові інкрустації.
Камбалдаїт вперше був описаний у 1985 році в шапці родовища нікелевої руди Оттер Шут, Камбальда, під час видобутку матеріалу шляпи. Камбальдаїт, хоча й в значно меншій кількості, є також у нікелевих шапках Віджімулта, ймовірно, виявлених там на початку-середині 1990-х.

## Парагенез
Камбалдаїт утворюється в реголіті як екзогенний мінерал сульфіду нікелю, в посушливих або напівсухих середовищах, що створюють умови, сприятливі для концентрації вапняних або карбонатних мінералів у профілі вивітрювання.
Камбалдаїт з Камбалди і Віджімулта пов'язаний з коматіїт-асоційованими сульфідними шапками нікелю і, ймовірно, утворюється шляхом заміщення нікелю в карбонатах, таких як магнезит, які утворюються в результаті окислення порід, і окислення первинних і гіпергенних нікелево-сульфідних мінералів.
Камбалдаїт утворюється внаслідок аналогічного процесу вивітрювання інших сульфідних мінералів з утворенням карбонатних мінералів. Сульфідні мінерали, які вивітрюються з утворенням камбалдаїту: пентландит, віоларіт, міллерит і рідко нікелін.

## Виникнення
Камбалдаїт пов'язаний з гетитом, малахітом, аннабергітом, гаспеїтом і магнезитом в сульфідних нікелевих шляпах родовищ Камбалда і Віджімулта. Він не виявлений в інших сульфідно-нікелевих шляпах в кратоні Йілгарн, що, можливо, пов'язано з тим, що вони існують в областях латеритових покривів, глибшого розвитку реголіту або менш сприятливих умов осадів.
Повідомляється також про камбалдаїт з долини Інн, Північний Тіроль, Австрія та з Лінополісу, Мінас-Жерайс, Бразилія.